# Paleosuchus
Paleosuchus é um género de jacarés da família Alligatoridae. O género inclui duas espécies:
- Jacaré-anão, Paleosuchus palpebrosus[2][3]
- Jacaré-coroa, Paleosuchus trigonatus[4]